# PKR (site web)
Pour les articles homonymes, voir PKR.
PKR est un site Internet de poker en ligne créé en 2006 et basé à Aurigny dans les îles Anglo-Normandes.

## Histoire
PKR a été créé en 2006 par Jez San qui a également fondé la société d'informatique Argonaut Software en 1982.
En août 2009, Paypal autorise PKR à utiliser sa solution de paiement. Depuis 2002, Paypal s’interdisait de travailler avec les sites de poker.
En juillet 2010, PKR a obtenu sa licence d'exploitation française auprès de l'ARJEL. En septembre 2010, PKR se lance sur le marché français, avec les joueurs de poker Adrien Allain et Marc Bariller comme ambassadeurs.
En 2011, PKR comptabilise 4 millions d'utilisateurs. 14 % de ces utilisateurs se situent en France (632 372 exactement), ce qui représente le second marché de PKR après la Grande-Bretagne.
Toujours en 2011, PKR lance une chasse aux sites de poker faisant usage de pkr dans leurs noms de domaine.
Le 22 juillet 2015, la plate-forme française PKR.fr a fermé ses tables définitivement  faute de fréquentation suffisante, comme d'autres plates-formes l'ont fait avant elle (Full Tilt Poker, MyJoaPok, ACFPoker, WPT.fr).
Le 3 mai 2017, la plate-forme demande l'interruption du réseau .

## Description
Le site offre un environnement graphique 3D et des joueurs animés en utilisant des technologies de jeu vidéo. Le site permet de créer un avatar entièrement personnalisable dont on choisit le sexe, les vêtements et la voix. La boutique PKR permet d'acheter, grâce aux points PKR, des éléments d'habillement mais également des accessoires de mode tels que des bijoux, des montres, des tatouages, des lunettes... PKR intègre dans le jeu des actions comme des signes révélateurs, le langage corporel et les expressions des joueurs.
Seuls l'Omaha et le Texas hold'em poker sont proposés aux joueurs, que ce soit en tournois, en sit and go  ou en ring games .

### Le club PKR
Chaque jour, quatre tournois freerolls  sont proposés, dotés d'un prizepool  de dix euros répartis selon le nombre de joueurs entre les dix, vingt, trente, quarante ou cinquante premiers. S'ajoute un freeroll doté de cinquante euros avec un buy in  de deux cent cinquante points PKR ou d'un ticket d'entrée que l'on obtient dès que l'on devient membre du club PKR (après versement d'un premier montant de dix euros minimum).
Le club PKR permet de progresser dans la hiérarchie avec des bonus constitués de lots de points PKR offerts, de tickets de tournois pour les freerolls à dix, cinquante et au tournoi mensuel de deux cent cinquante euros.
Le 19 septembre 2012, la dotation des freerolls a évolué : ce n'est plus de l'argent qui est partagé entre les joueurs arrivés dans les places payées, mais des tickets d'entrée pour des tournois ou des sit and go dont le buy in correspond au ticket reçu.